# 陳月明
陳月明，MH（1972年—），香港新界政治人物，現任香港立法會議員（選舉委員會）、香港北區區議會當然議員、打鼓嶺區鄉事委員會主席，以及鄉議局議員。

## 簡歷
陳月明為打鼓嶺坪洋村的原居民，其父為坪洋村鄉紳陳金華，早年於英國生活14年，攻讀酒店管理後回港，2003年起任坪洋村的居民代表至今。之後，她將事業轉向內地，任英國公司的深圳業務代理。2006年4月，陳月明與張磊結婚，張磊的父親張整魁為深圳華僑城集團公司前董事長，母親陳洪則是前《紫荊》雜誌社社長、第11屆全國政協副秘書長。
陳金華於2018年9月與其子陳崇輝（時任打鼓嶺區鄉事會主席）關係惡化，並登報斷絕關係，並於2019年1月的鄉郊代表選舉中參選坪洋村原居民代表，將陳崇輝拉下馬，令他失去原居民代表一職，同時陳崇輝無法再參選鄉事會主席及兼任區議會當然議員。之後，陳月明與父親展開「良性競爭」，兩人於2019年3月競選鄉事會主席席位，
但陳金華最終退選支持女兒，由陳月明自動當選為主席。陳月明與同月選出的新任東涌鄉事委員會主席黃秋萍，是鄉事委員會體制創立70餘年的首兩位女性鄉事會主席。
就任區議會當然議員後，陳月明呼籲港府應發展打鼓嶺，發展「口岸經濟」，認為可利用三個口岸推動港深人流、物流及資金來往，尤其發展創科產業可以為打鼓嶺帶來就業機會及吸引遊客。另外，她認為打鼓嶺一帶是未來粵港澳大灣區發展的重要土地，因此反對政府在沙嶺興建超級殯葬城，以及反對擴建新界東北堆填區。
2021年，陳月明參與立法會選舉，在選舉委員會界別出選。她除了關注新界北部發展問題外，亦認為未來的議會應更關注婦女及青年事務，例如推動女性免費接種子宮頸癌疫苗。同年12月，她在選舉中以1187票當選為立法會議員。

## 外部連結
- 陳月明的Facebook專頁（繁體中文）

| 香港立法會    | 香港立法會                                                       | 香港立法會 |
| ------------- | ---------------------------------------------------------------- | ---------- |
| 新頭銜        | 立法會議員 選舉委員會 2022年1月1日－                             | 現任       |
| 香港區議會    |                                                                  |            |
| 前任： 陳崇輝 | 北區區議會議員 當然議員（打鼓嶺區鄉事委員會主席） 2019年4月1日－ | 現任       |
| 官衔          |                                                                  |            |
| 前任： 陳崇輝 | 打鼓嶺區鄉事委員會主席 2019年4月1日－                            | 現任       |